# Religion à Sao Tomé-et-Principe

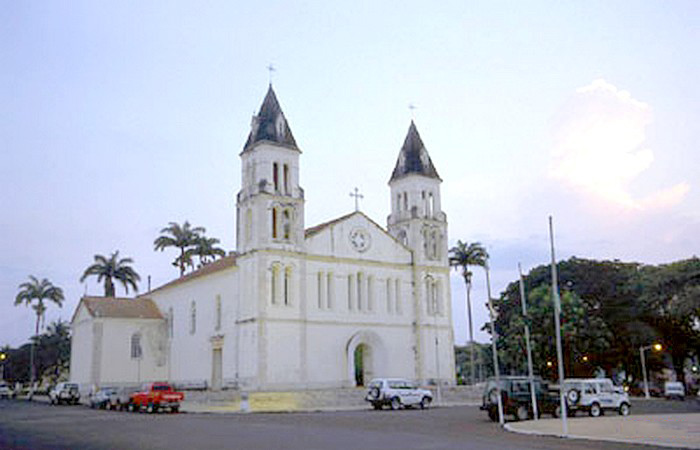
La cathédrale de São Tomé.

Plusieurs religions sont pratiquées à Sao Tomé-et-Principe (217 000 habitants en 2017). Le pays est marqué de longue date par la colonisation portugaise : le Diocèse de Sao Tomé-et-Principe est créé dès 1534 par détachement de celui de Funchal (Madère).
La population est aujourd'hui très majoritairement chrétienne. Les plus nombreux, les catholiques, représentent plus de 80 %. Selon une source épiscopale, en 2004 ils étaient 121 931 sur une population totale de 138 000, soit 88,4 %.
D'après un rapport de 2002, 3 % des habitants sont musulmans, mais il n'y a ni mosquée ni école coranique connue dans l'archipel en 2010.

## Christianisme 70..90%
- Église catholique à Sao Tomé-et-Principe (pt) : 60..80 %, ou simplement 55.7 % (118 000 en 2005),
  - Diocèse de Sao Tomé-et-Principe,
  - Cathédrale Notre-Dame-de-Grâce de São Tomé,
  - Conférence épiscopale d'Angola et de Sao Tomé
  - Nonciature apostolique à Sao Tomé-et-Principe (en)
- Protestantisme à Sao Tomé-et-Principe (20 000 environ) (12 % ?)
- Adventisme : 4,1 %,
- Assemblées de Dieu : 3,4 %, *
- Église néo-apostolique : 2,9%,
- Église universelle du Royaume de Dieu : 2%
- Témoins de Jéhovah : 1,2%.

## Islam: 3%
(6 000 fidèles)

## Religions traditionnelles africaines: 5..15%
- Religions traditionnelles africaines
- Mana (spiritualité) (2,3 %)

## Autres spiritualités
- Divers : 7.2%
- Indifférentisme, athéisme, etc. : 21.2%